# Neotoma cinerea
Il neotoma cinereo o ratto mercante (Neotoma cinerea (Schreber, 1776)) è un roditore della famiglia dei Cricetidi diffuso in Canada e negli Stati Uniti. Occupa una vasta varietà di habitat, come foreste boreali, foreste temperate, savane aride, macchie temperate e praterie temperate.
Il neotoma cinereo è il «ratto mercante» propriamente detto, la specie in cui la tendenza a scambiare cibo con altri oggetti è più pronunciata. Ha una forte preferenza per gli oggetti umidi e fa cadere qualsiasi cosa possa trasportare in cambio di una moneta o di un cucchiaino.

## Descrizione
Il neotoma cinereo può essere identificato dalle grandi orecchie arrotondate e dalla lunga coda folta. È generalmente di colore marrone, brizzolato di peli neri sul dorso, con le regioni inferiori e i piedi bianchi. La colorazione della parte superiore può variare dal beige fin quasi al nero. La coda è simile a quella di uno scoiattolo - folta e appiattita dalla base all'estremità.
Questo ratto dei boschi è un buon arrampicatore ed è dotato di artigli affilati. Usa la lunga coda per bilanciarsi quando si arrampica e salta e per tenersi al caldo.
Il dimorfismo sessuale è evidente: i maschi sono in media del 50% più grandi delle femmine. Gli adulti misurano 28-46 cm di lunghezza, metà dei quali costituiti dalla coda, e possono pesare fino a 590 g. Il neotoma cinereo è la più grande delle specie di Neotoma e la più tollerante al freddo.

## Distribuzione e habitat
Il neotoma cinereo è diffuso nel Nordamerica occidentale, dall'Artico canadese alle regioni settentrionali di Arizona e Nuovo Messico, spingendosi a est fino alle parti occidentali dei due Dakota e del Nebraska.
Il neotoma cinereo occupa un'ampia varietà di habitat, dalle foreste boreali ai deserti. Predilige tuttavia le zone rocciose e le aree limitrofe, pertanto è facile incontrarlo lungo falesie, canyon, ghiaioni e distese di pietre. Si adatta facilmente a vivere in edifici abbandonati e miniere.
Si può trovare dal livello del mare fino a 4300 m di quota, ma la sua presenza è limitata sempre più alle zone più elevate verso l'estremità meridionale dell'areale.
Questi ratti dei boschi non se la cavano altrettanto bene nelle foreste vergini e si trovano con maggiore frequenza e densità in habitat più aperti.

## Biologia

### Alimentazione
Il neotoma cinereo preferisce la vegetazione verde (foglie, aghi, germogli), ma si nutre anche di ramoscelli, frutta, noci, semi, funghi e sostanze di origine animale. La dieta degli esemplari esaminati durante uno studio effettuato nel sud-est dell'Idaho comprendeva graminacee, cactus, veccia, salvia del deserto e piante di senape, oltre ad alcuni artropodi. Negli habitat più aridi, la dieta si concentra sulle piante succulente.
Questi roditori ricavano la maggior parte dell'acqua necessaria dalle piante che mangiano.

### Riproduzione

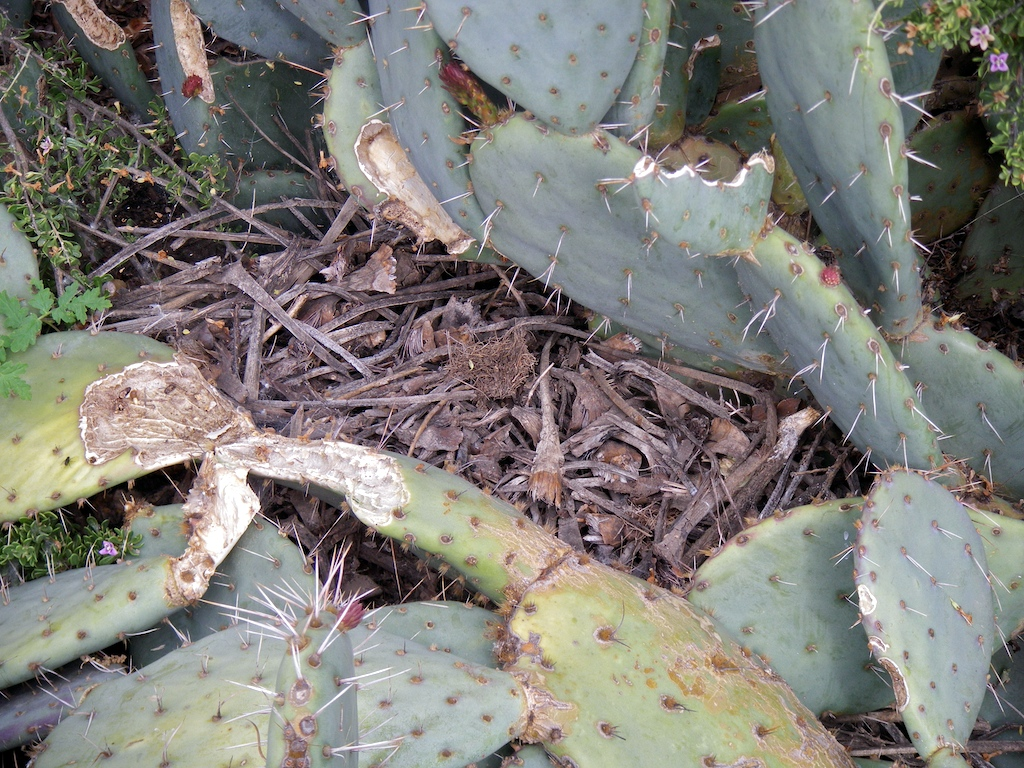
Nido di neotoma cinereo.

I maschi stabiliscono i propri territori attraverso marcature odorose e scontri fisici. I combattimenti consistono principalmente in morsi e graffi e possono provocare lesioni gravi.
La riproduzione avviene in primavera e in estate (da maggio ad agosto), con un periodo di gestazione di circa cinque settimane. La femmina può avere una o due nidiate all'anno. Ciascuna nidiata comprende da due a sei piccoli, generalmente tre. Le femmine hanno solo quattro ghiandole mammarie, quindi nelle nidiate più numerose si riscontrano tassi di attrito più elevati tra i piccoli. Le femmine sono state viste riprodursi appena 12 ore dopo il parto e possono essere incinte di una nidiata mentre ne allattano un'altra.
Il periodo di gestazione in cattività è di 27-32 giorni. I neonati pesano circa 15 g. Aprono gli occhi a circa 15 giorni e vengono svezzati a 26-30 giorni.
I maschi lasciano la madre a 2 mesi e mezzo. Le femmine spesso rimangono nella stessa area della madre, sovrapponendo in parte il loro territorio al suo. Questa è una chiara eccezione alla loro natura territoriale e tale relazione non è ancora stata compresa a pieno. Le figlie possono condividere le scorte di cibo con la madre, aumentando così le loro probabilità di sopravvivenza, e una maggiore densità di femmine nell'area potrebbe anche aiutare ad attirare i maschi.
Le femmine si riproducono per la prima volta all'età di un anno.

### Comportamento
I neotomi cinerei sono attivi tutto l'anno. Sebbene siano principalmente notturni, occasionalmente possono essere visti anche durante il giorno. Di solito sono solitari e molto territoriali.
Questi ratti dei boschi collezionano detriti in fessure naturali e, se disponibili, in strutture artificiali abbandonate in grandi cumuli per indicare i quali è stato preso in prestito il termine «midden» (cumuli) dagli archeologi. I midden sono costituiti da materia vegetale, feci e altri materiali che vengono solidificati con l'urina cristallizzata. L'urina del neotoma contiene grandi quantità di carbonato di calcio disciolto e ossalati di calcio a causa dell'alto contenuto di ossalato di molte delle piante succulente di cui questi animali si nutrono.
È importante fare una distinzione tra cumuli e nidi. I nidi sono le aree dove risiede spesso l'animale e dove le femmine allevano i piccoli. I nidi si trovano di solito all'interno del cumulo, ma esistono variazioni regionali a questa regola. Quando non è contenuto all'interno del cumulo, il nido è solitamente nascosto in una fessura tra le rocce dietro una barricata di rametti.
Nelle foreste di conifere il neotoma cinereo può costruire il nido sugli alberi, fino a 15 metri di altezza.
I neotomi cinerei non vanno in letargo. Costituiscono diverse riserve di cibo, che usano durante i mesi invernali.
Il neotoma cinereo si mette a tamburellare con i piedi posteriori quando è allarmato. Talvolta può fare lo stesso anche quando non viene disturbato, producendo un suono lento e ritmato.

### Predatori
I neotomi cinerei cadono vittima di molti predatori, tra cui allocchi maculati americani, linci rosse, orsi neri, coyote, donnole, martore e sparvieri. Il rifugio costituito dai cumuli può essere spesso utilizzato dai rettili durante i mesi più freddi. I serpenti a sonagli, normalmente predatori del neotoma cinereo nei mesi più caldi, sono dei comuni inquilini.